# مصطفی جیحونی
مصطفی جیحونی (متولد ۱۷ مهر ۱۳۲۴) شاهنامه‌پژوه ایرانی است. شاهنامه به تصحیح او که حاصل کوششی دوازده‌ساله (۱۳۶۷–۱۳۷۹) است، در سال ۱۳۷۹ از سوی نشر شاهنامه‌پژوهی اصفهان، در پنج جلد منتشر شد. این تصحیح که آن را از مهم‌ترین چاپ‌های شاهنامه دانسته‌اند،
از نظر زمانی، نخستین چاپ کامل شاهنامه به دست مصححی ایرانی و در ایران است.

## زندگی
مصطفی جیحونی در هفدهم مهرماه سال ۱۳۲۴ در کرمانشاه زاده شد. وی تحصیلات ابتدایی و متوسطهٔ خود را در این شهر گذرانید و در سال ۱۳۴۳ در رشتهٔ مهندسی راه و ساختمانِ دانشکدهٔ فنیِ دانشگاه تهران پذیرفته شد. جیحونی پس از اخذ مدرک کارشناسی ارشد خود در این رشته، مدتی در شرکت ذوب آهن اصفهان مشغول به کار شد و سپس استعفا داد و به اتفاق دو تن از دوستانش شرکتی ساختمانی در اصفهان تأسیس کرد. او در تمام این سال‌ها در کنار کار فنی، به مطالعه و پژوهش در ادبیات فارسی و به‌ویژه شاهنامهٔ فردوسی نیز مشغول بوده‌است.

## نقد آثار
سجاد آیدنلو دربارهٔ تصحیح جیحونی می‌گوید:
در بحث تصحیح شاهنامه واجب است که حتماً از تلاش دوازده ساله و فردیِ آقای مهندس مصطفی جیحونی نیز به نیکی و بزرگی یاد شود که در سال ۱۳۷۹ توانستند برای نخستین بار متن تصحیح شدهٔ «کاملِ» شاهنامه را به دست محقّقی ایرانی و در داخل ایران منتشر کنند. کار ایشان با اینکه نسخه بدلهای متن در آن داده نشده به لحاظ خود متن روشمند، دقیق و قابل توجّه است و یقیناً در موارد فراوانی از چاپ مسکو- که آن هم البتّه در زمان خود کوشش شایان ستایشی بود و هنوز هم اعتبار نسبیش محفوظ است- برتر و درست‌تر است. توضیح و تأکید این نکته از آن روی است که در برخی از تحقیقات معاصران به عمد یا سهواً وجوه اهمیّت تصحیح آقای جیحونی و زحمات ایشان نادیده گرفته شده و در میان تصحیحات معتبر شاهنامه یا جریانها/ مکاتب تصحیح حماسهٔ ملّی ایران از این کار ارزشمند نامی نرفته‌است.
عزیزالله جوینی نیز در مقاله‌ای در نشریهٔ کتاب ماه ادبیات به نقد کتاب گزیدهٔ شاهنامهٔ فردوسی پرداخت.

## جوایز
پژوهش جیحونی با عنوان «تصحیح و پژوهشی در شاهنامه» به‌عنوان پژوهش فرهنگی سال در رشتهٔ فرهنگی-ادبی برگزیده شد.

## آثار
- تصحیح شاهنامهٔ فردوسی (در پنج جلد)، شاهنامه‌پژوهی، ۱۳۷۸
- اختیارات شاهنامه (متنی گُزیده از قرن پنجم هجری) به انتخاب علی بن احمد به تصحیح مصطفی جیحونی و محمّد فشارکی، مرکز خراسان‌شناسی، ۱۳۷۹
- حماسه‌آفرینان شاهنامه (فرهنگ نام‌های خاص شاهنامه)، شاهنامه‌پژوهی، ۱۳۸۰
- گزیدهٔ شاهنامه فردوسی، شاهنامه‌پژوهی، ۱۳۸۰